# Itäsaari (ö i Norra Savolax, Norra Savolax)
Itäsaari är en halvö i Finland. Den ligger i sjön Korpinen och Aluslampi och i kommunen Lapinlax i den ekonomiska regionen  Övre Savolax ekonomiska region  och landskapet Norra Savolax, i den centrala delen av landet, 400 km norr om huvudstaden Helsingfors.